# Верді (Каліфорнія)
Верді (англ. Verdi) — переписна місцевість (CDP) в США, в окрузі Сьєрра штату Каліфорнія. Населення — 179 осіб (2020).

## Географія
Верді розташоване за координатами 39°31′37″ пн. ш. 120°1′24″ зх. д. / 39.52694° пн. ш. 120.02333° зх. д. (39.526969, -120.023394).  За даними Бюро перепису населення США в 2010 році переписна місцевість мала площу 10,84 км², з яких 10,81 км² — суходіл та 0,03 км² — водойми.

## Демографія
Згідно з переписом 2010 року, у переписній місцевості мешкали 162 особи в 78 домогосподарствах у складі 52 родин. Густота населення становила 15 осіб/км².  Було 89 помешкань (8/км²).
Расовий склад населення:
| - 94,4 % — білих - 0,6 % — азіатів - 3,1 % — осіб інших рас |

До двох чи більше рас належало 1,9 %. Частка іспаномовних становила 6,2 % від усіх жителів.
За віковим діапазоном населення розподілялося таким чином: 8,6 % — особи молодші 18 років, 66,7 % — особи у віці 18—64 років, 24,7 % — особи у віці 65 років та старші. Медіана віку мешканця становила 55,8 року. На 100 осіб жіночої статі у переписній місцевості припадало 116,0 чоловіків;  на 100 жінок у віці від 18 років та старших — 117,6 чоловіків також старших 18 років.
Цивільне працевлаштоване населення становило 14 особи. Основні галузі зайнятості: фінанси, страхування та нерухомість — 100,0 %.